# Ajit Prasad Jain

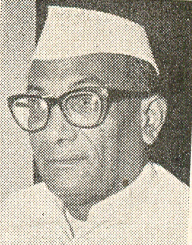
Ajit Prasad Jain

Ajit Prasad Jain (Malayalam അജിത് പ്രസാദ് ജെയിൻ; * 6. Oktober 1902 in Saharanpur, United Provinces of Agra and Oudh, Britisch-Indien; † 2. Januar 1977) war ein indischer Politiker des Indischen Nationalkongresses INC, der unter anderem Mitglied der Lok Sabha, des Unterhauses des indischen Parlaments, sowie Staatsminister und Minister in verschiedenen Unionsregierungen war. Er fungierte zudem von 1965 bis 1966 als Gouverneur von Kerala und war zwischen 1968 und 1974 auch noch Mitglied der Rajya Sabha, des Oberhauses des indischen Parlaments.

## Leben
Ajit Prasad Jain, Sohn von Shri Mukand Lal, absolvierte ein Studium an der Universität Lucknow und beendete dieses mit einem Master of Arts (M.A.). Ein dortiges Studium der Rechtswissenschaften schloss er mit einem Bachelor of Laws (LL.B.) ab und nahm im Anschluss eine Tätigkeit als Rechtsanwalt auf. Er war Mitglied des Indischen Nationalkongresses (INC) und des INC-Parteivorstands AICC (All India Congress Committee). 1937 wurde er Mitglied der Legislativversammlung der United Provinces of Agra and Oudh (UP) und gehörte dieser bis 1947 an. Er fungierte zudem zwischen Juli 1937 und November 1939 als Parlamentarischer Staatssekretär der Regierung der United Provinces of Agra and Oudh.
Nach der Unabhängigkeit Indiens vom Vereinigten Königreich am 15. August 1947 war er zwischen Oktober 1948 und April 1950 Mitglied des Sonderrekrutierungsausschusses, Mitglied der verfassunggebenden Versammlung sowie von 1950 bis 1952 Mitglied des Provisorischen Parlaments. Im Kabinett Nehru I wurde er 1950 als Nachfolger von Mohanlal Saksena Unionsminister für Rehabilitation beziehungsweise am 13. Mai 1952 im Kabinett Nehru II Minister für Rehabilitation und Minderheiten und bekleidete dieses Amt bis zu seiner Ablösung durch Mehr Chand Khanna im November 1954. Er wurde bei der Parlamentswahl in Indien 1951–1952 für den INC im Wahlkreis „Mysore—Tumkur“ erstmals zum Mitglied der Lok Sabha gewählt, des Unterhauses des indischen Parlaments (Bhāratīya Sansad), und gehörte dieser nach seinen Wiederwahl bei der Wahl zwischen dem 24. Februar 1957 und dem 15. März 1957 sowie der Wahl vom 19. bis 25. Februar 1962 bis zur Wahl vom 15. bis 21. Februar 1967 an. Er war als Nachfolger von Rafi Ahmed Kidwai zwischen November 1954 und April 1956 Staatsminister im Ministerium für Ernährung und Landwirtschaft. Den Posten des Staatsministers im Ministerium für Ernährung und Landwirtschaft bekleidete er vom 17. April 1957 bis August 1959 abermals im Kabinett Nehru III.
Jain fungierte zeitweise als Vorsitzender der Polizeikommission von Uttar Pradesh und wurde im Mai 1961 Präsident des INC-Ausschusses des Bundesstaates Uttar Pradesh. Er engagierte sich für die Belange der Kasten und der unteren Schichten sowie besonders für Landreformen und für körperlich behinderte Menschen wie Blinde und Taubstumme. Er gründete des Weiteren ein Institut für die Unterbringung und Ausbildung dauerhaft behinderter Menschen, um ihnen die Sicherung ihres Lebensunterhalts zu ermöglichen. Daneben befasste er sich mit Agrarproblemen und der ländlichen Wirtschaft und verfasste einen Kommentar zum Pachtgesetz von Uttar Pradesh sowie zahlreiche Artikel und Broschüren zu ländlichen Problemen. Als Nachfolger von V. V. Giri wurde er schließlich am 2. April 1965	Gouverneur von Kerala und bekleidete dieses Amt bis zum 5. Februar 1966, woraufhin Bhagwan Sahay neuer Gouverneur dieses Bundesstaates wurde. Am 3. April 1968 wurde er auch noch Mitglied der Rajya Sabha, des Oberhauses des indischen Parlaments, und gehörte diesem bis zum 2. April 1974 an.
Aus seiner am 17. November 1917 geschlossenen Ehe mit Shrimati Lakshmi Devi gingen zwei Söhne und eine Tochter hervor.